# Vincent Hložník
Vincent Hložník (22. října 1919 Svederník, Slovensko – 10. prosince 1997 Bratislava) byl slovenský malíř, grafik, ilustrátor, typograf a pedagog, bratr Ferdinanda Hložníka.

## Život

### Dětství a studia
Narodil se na vesnici v Pováží jako nejstarší z pěti dětí v katolické rodině Imricha Hložníka a jeho manželky Márie, rozené Puškárové. Rád kreslil stejně jako jeho bratr, později malíř Ferdinand Hložník. V letech 1926-1930 absolvoval obecnou školu ve Svederníku, roku 1931 postoupil do měšťanské školy v Žilině, ze které roku 1933 přestoupil na reálné gymnázium, kde kreslil pod vedením prof. Zdeňka Balaše, který rozpoznal jeho talent.
V letech 1937–1942 vystudoval malbu na Uměleckoprůmyslové škole v Praze, v ateliéru Josefa Nováka a Františka Kysely. Jeho spolužáky tam byli například Ota Janeček, Arnošt Paderlík, Václav Plátek nebo Zdenek Seydl. Rád vzpomínal na studentský život v Masarykově koleji na Klárově (1937 – 1939) a ve Štefánikově koleji (1939 – 1942).
V Praze se plně integroval do české výtvarné kultury, spolků i skupin tehdejší moderny, byl názorově blízký skupinám Sedm v říjnu a Skupina 42. Vstoupil do Umělecké besedy, přátelil se se staršími slovenskými spolužáky, jako byli představitelé sdružení Generácia 1909 Cyprián Majerník, Bedrich Hoffstädter, Ján Želibský nebo Július Nemčík. Majerník a Hložník sdíleli obdobnou symboliku válečné doby, například v postavě Dona Quijota.

### Kariéra
V letech 1945 – 1949 byl členem spolku výtvarných umělců Mánes, roku 1945 patřil k zakládajícím členům levicové Skupiny výtvarných umělců 29. srpna. Roku 1948 absolvoval studijní pobyt v Itálii. Od roku 1958 vyučoval na Vysoké škole výtvarných umění v Bratislavě. Mezi jeho žáky patřil například Albín Brunovský. V letech 1960 – 1964 zastával funkci rektora. Jeho obrazy byly tehdy poplatné socialismu. V období normalizace neprošel politickými prověrkami a roku 1972 musel školu opustit. Nezávislost prospěla tematické orientaci jeho prací.

## Tvorba
V jeho díle se spojuje osobité pojetí expresionismu, které vychází z válečné zkušenosti, a moderny dovedené na pomezí abstrakce. Více než olejomalbě se věnoval malbě akvarelem, temperou a grafickým technikám (litografii, linorytu, dřevorytu a monotypu). V 60. letech nachází specifickou symboliku a odpovídající formu v kontrastu plných černých ploch, šrafury a skvrn z pastelových barev. Toto pojetí vyjádřil v několika grafických tematických cyklech (litografie Človek, Povstanie, Apokalypsa; algrafie Majestát ničoty, dřevoryt Vojna, linoryty Slávnosti, Komédie XX). Vedle grafik byl také autorem ilustrací a typografické úpravy knih, například P. Karvaše (1955), Laca Novomeského, dále knih pro děti a mládež. Od poloviny 80. let se do repertoáru jeho děl vrátila biblická tematika. Navrhoval také grafické předlohy pro československé poštovní známky.

## Galerie

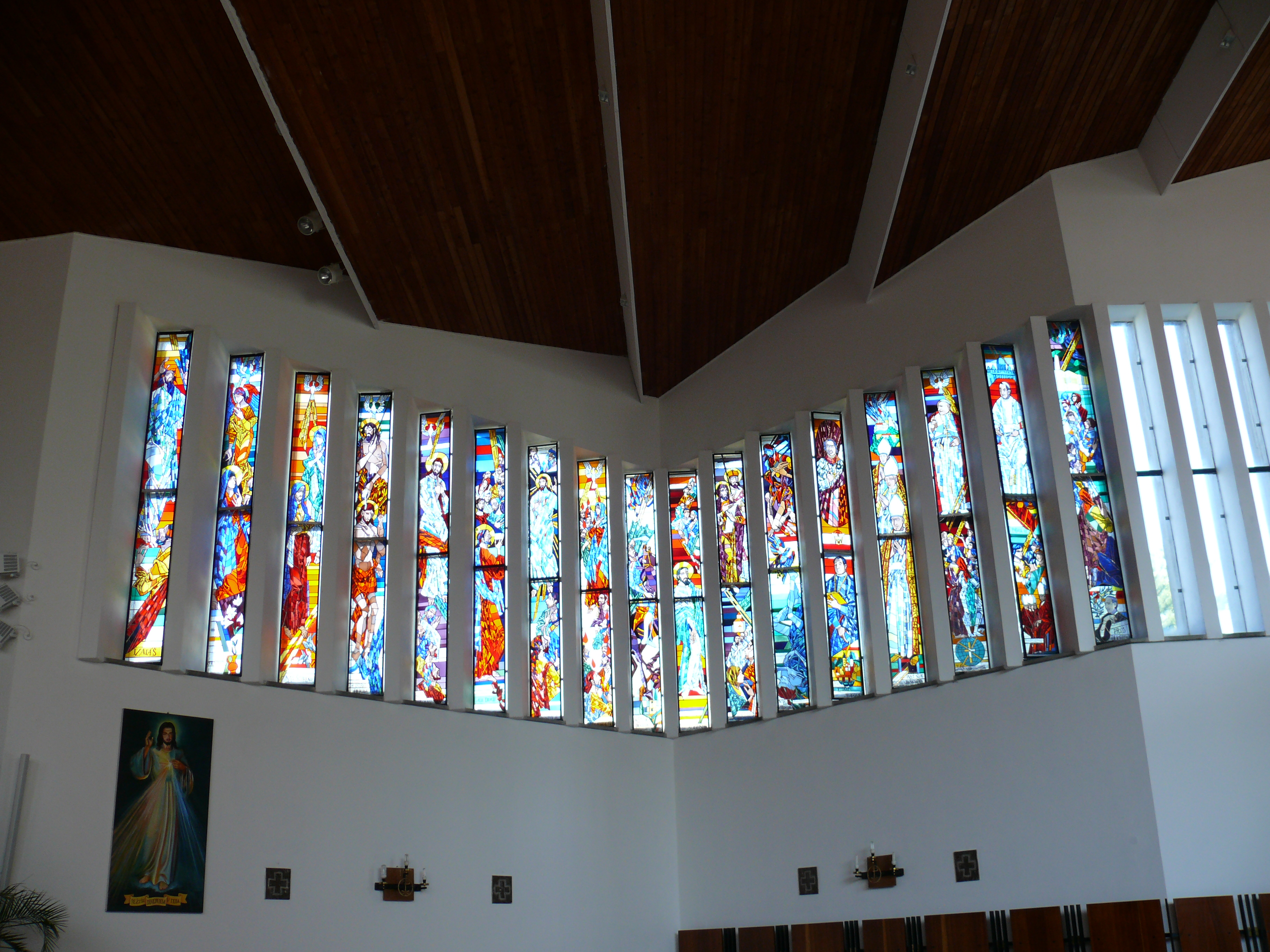
Vitráže v kostele Neposkvrněného početí Panny Marie ve Zborově nad Bystricou